# Essequibo
L'Essequibo è il fiume più lungo della Guyana e drena più della metà del territorio del paese sudamericano.

## Corso
Il fiume nasce nei monti Acarai al confine con il Brasile e scorre prevalentemente verso nord. Riceve da sinistra il fiume Potaro che alimenta le spettacolari cascate Kaieteur. A nord di Bartica l'Essequibo riceve da sinistra i fiumi Mazarupi e Cuyuni e continuando a scorrere verso nord va a sfociare nell'Oceano Atlantico a circa 20 km ad ovest di Georgetown. Prima di sfociare nell'oceano il fiume scava un lungo estuario navigabile mentre il resto del suo corso è caratterizzato da rapide e cascate.
Il fiume Essequibo è considerato il confine della regione di Guayana Esequiba rivendicata dal Venezuela.